# John Maloof
 (septembre 2021).
John Maloof, né en 1981 à Chicago, est un collectionneur, documentariste et auteur américain. 

## Biographie
John Maloof commence à travailler comme agent immobilier à Chicago en 2005. Il s'intéresse à l'histoire de la ville et devient président de la société historique locale.
En 2007, alors qu'il effectuait des recherches pour son livre Portage Park, il découvre par hasard le travail de la franco-américaine Vivian Maier qui est une photographe inconnue de photographie de rue. Maloof a depuis conservé et diffusé l'œuvre de Maier. 
Il est nommé aux Oscars 2015 pour son documentaire À la recherche de Vivian Maier